# Carabodes strinovichi
Carabodes strinovichi är en kvalsterart som beskrevs av Balogh och Sandór Mahunka 1978. Carabodes strinovichi ingår i släktet Carabodes och familjen Carabodidae. Inga underarter finns listade.